# Психрофилы
Психрофи́лы (от др.-греч. ψυχρός — холодный, φιλέω — люблю), или Криофилы — организмы, нормально существующие и размножающиеся при относительно низких температурах (обычно не выше 10 °C).
Термин обычно употребляют применительно к микроорганизмам, которые растут преимущественно при температуре от +10 до -20 °C. При этом строгие (облигатные) психрофилы неспособны размножаться при температуре выше 20 °C, а факультативные (также называемые психротрофами) имеют оптимум роста от 22 до 30 °C. Именно в группе факультативных психрофилов обнаружены возбудители болезней человека (например, возбудитель чумы, иерсиниоза, гнойно-воспалительных процессов).
Применительно к холодостойким растениям употребляют термины «криофиты» (растущих в сухих местообитаниях) и «психрофиты» (растущих на влажных почвах).